# Liste der Biografien/Ziw
Liste der Biografien |
Portal Biografien |
Personensuche
# |
A |
B |
C |
D |
E |
F |
G |
H |
I |
J |
K |
L |
M |
N |
O |
P |
Q |
R |
S |
T |
U |
V |
W |
X |
Y |
Z |
?
 
Za |
Zb |
Zc |
Zd |
Ze |
Zf |
Zg |
Zh |
Zi |
Zj |
Zk |
Zl |
Zm |
Zn |
Zo |
Zr |
Zs |
Zu |
Zv |
Zw |
Zy |
Zz
 
Zia |
Zib |
Zic |
Zid |
Zie |
Zif |
Zig |
Zih |
Zij |
Zik |
Zil |
Zim |
Zin |
Zio |
Zip |
Zir |
Zis |
Zit |
Ziu |
Ziv |
Ziw |
Zix |
Ziy |
Ziz
Die Liste der Biografien führt alle Personen auf, die in der deutschsprachigen Wikipedia einen Artikel haben. Dieses ist eine Teilliste mit 4 Einträgen von Personen, deren Namen mit den Buchstaben „Ziw“ beginnt.

## Ziw

### Ziwa
- Ziwadse, Giorgi (* 1993), georgischer Tennisspieler
- Ziwary, Sayed Ramin, afghanischer Diplomat

### Ziwi
- Ziwiljow, Sergei Jewgenjewitsch (* 1961), russischer Politiker
- Ziwiljowa, Anna Jewgenjewna (* 1972), russische PolitikerinAnna Jewgenjewna Ziwiljowa (* 1972)

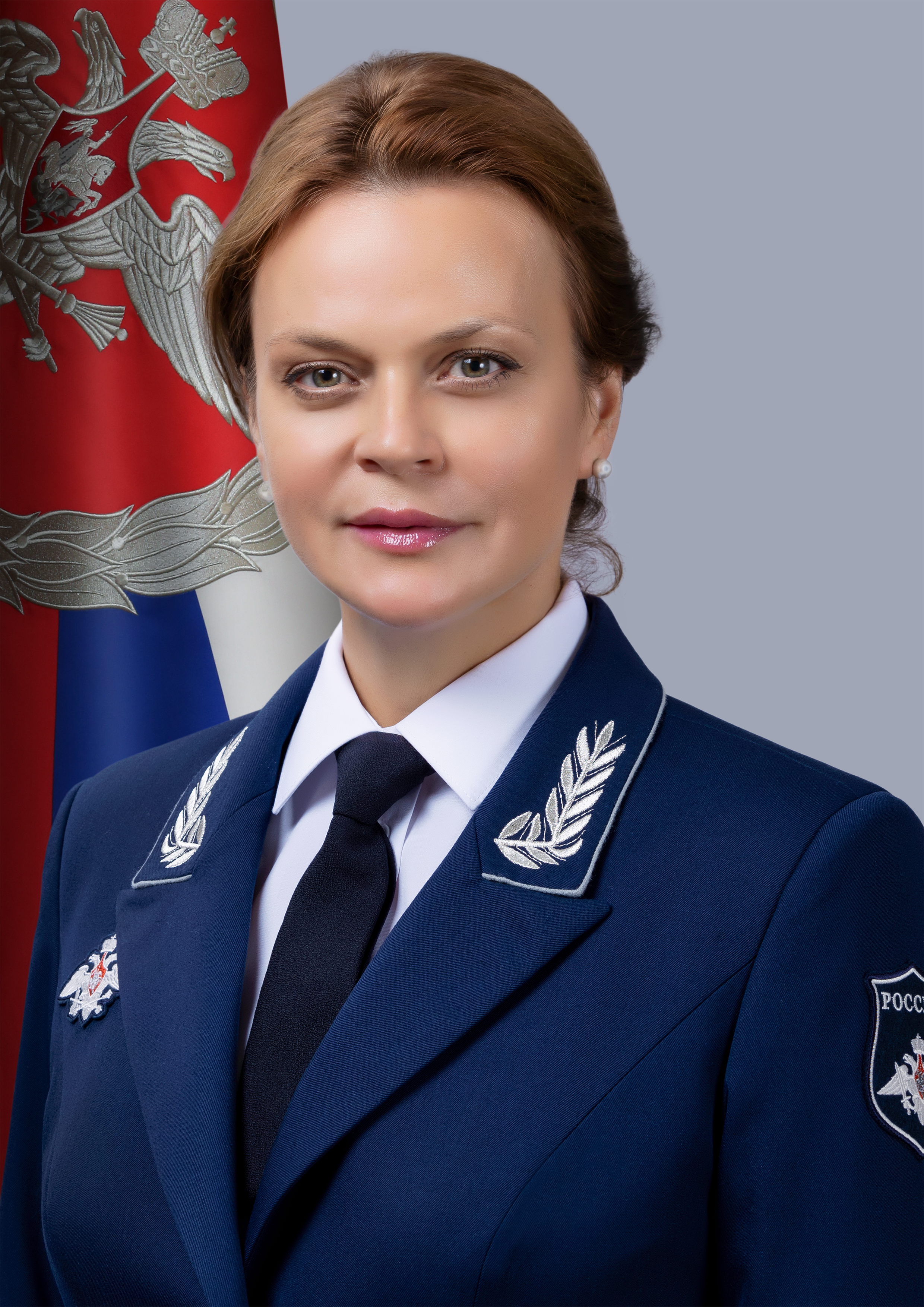
Anna Jewgenjewna Ziwiljowa (* 1972)